# David Camilleri
David Camilleri (Ħamrun, 21 agosto 1974) è un ex calciatore maltese, di ruolo centrocampista.

## Carriera

### Club
Camilleri nasce come giocatore dell'Ħamrun Spartans, squadra di Premier League Maltese, nell'1991, viene venduto poi nel 1999 allo Sliema Wanderers. Nel 2004 viene acquistato dal Marsaxlokk e poi mandato in prestito per una stagione all'Hibernians. Nel 2006 viene poi venduto al Valletta per essere poi mandato in prestito alla Tarxien Rainbows per infine chiudere la sua carriera nella squadra dove nasce come giocatore professionista ovvero l'Ħamrun Spartans.

### Nazionale
Camilleri ha collezionato in tutto 35 presenze in campo con la Nazionale di calcio Maltese.